# Nate McMillan
Nathaniel «Nate» McMillan (Raleigh, Carolina del Norte, 3 de agosto de 1964) es un exjugador y entrenador de baloncesto estadounidense. Con 1,96 metros de altura, jugaba en la posición de base.

## Trayectoria deportiva

### Universidad
Jugó durante dos temporadas con los Wolfpack de la Universidad Estatal de Carolina del Norte, con los que promedió 8,5 puntos, 6 asistencias y 5,1 rebotes por partido.

### NBA
Fue elegido en el puesto 30, en la segunda ronda del Draft de la NBA de 1986 por Seattle Supersonics, equipo que se convertiría en el único en el que jugó como profesional. Su juego se caracterizaba por una excelente defensa y una gran visión de juego, siendo utilizado principalmente como sexto hombre. En su primera temporada consiguió un récord de la NBA todavía vigente, el de más asistencias repartidas por un rookie en un partido, compartido con Ernie DiGregorio, con 25 pases de canasta. Jugó durante 12 temporadas en Seattle, en las cuales consiguió en 2 ocasiones ser elegido en el segundo mejor quinteto defensivo.
A lo largo de su trayectoria como jugador, promedió 5,9 puntos, 6,1 asistencias y 4 rebotes por partido.

### Entrenador
Nada más dejar el baloncesto en activo, pasó a formar parte del equipo técnico de los Sonics como segundo entrenador, llegando al puesto de entrenador principal en el año 2000, sustituyendo a Paul Westphal. Allí permaneció durante 5 temporadas, llevando a su equipo en 2 ocasiones a los playoffs. En 2005 firmó como entrenador de Portland Trail Blazers, siendo despedido el 15 de marzo de 2012. Su siguiente equipo sería los Indiana Pacers, ejerciendo de entrenador asistente durante tres años, y desde 2016  hasta 2020 como entrenador principal.
El 11 de noviembre de 2020, Nate se une al cuerpo técnico de los Atlanta Hawks como asistente de Lloyd Pierce.
El 1 de marzo de 2021, McMillan es nombrado entrenador interino principal de los Hawks, tras el despido de Pierce.
El 21 de febrero de 2023, tras dos años como técnico y con un récord de inicio de temporada de 29-30, es despedido por los Hawks.
En julio de 2024 se incorpora al cuerpo técnico de Los Angeles Lakers como asistente de J. J. Redick.

## Logros y reconocimientos
- Récord de la NBA de más asistencias en un partido para un rookie (1986-87).
- 2 veces elegido en el segundo mejor quinteto defensivo de la NBA (1993-94 y 1994-95).
- Líder de robos de la NBA (1993-94).
- Su camiseta con el dorsal #10 fue retirada por los Sonics como homenaje en 2015.

## Estadísticas de su carrera en la NBA
|  | Líder de la liga |

### Temporada regular
| Año     | Equipo  | PJ  | PT  | MPP  | %TC  | %3P  | %TL   | RPP | APP | ROB | TPP | PPP |
| ------- | ------- | --- | --- | ---- | ---- | ---- | ----- | --- | --- | --- | --- | --- |
| 1986-87 | Seattle | 71  | 50  | 27.8 | .475 | .000 | .617  | 4.7 | 8.2 | 1.8 | .6  | 5.3 |
| 1987-88 | Seattle | 82  | 82  | 29.9 | .474 | .375 | .707  | 4.1 | 8.6 | 2.1 | .6  | 7.6 |
| 1988-89 | Seattle | 75  | 74  | 31.2 | .410 | .214 | .630  | 5.2 | 9.3 | 2.1 | .6  | 7.3 |
| 1989-90 | Seattle | 82  | 69  | 28.5 | .473 | .355 | .641  | 4.9 | 7.3 | 1.7 | .5  | 6.4 |
| 1990-91 | Seattle | 78  | 0   | 18.4 | .433 | .354 | .613  | 3.2 | 4.8 | 1.3 | .3  | 4.3 |
| 1991-92 | Seattle | 72  | 30  | 22.9 | .437 | .276 | .643  | 3.5 | 5.0 | 1.8 | .4  | 6.0 |
| 1992-93 | Seattle | 73  | 25  | 27.1 | .464 | .385 | .709  | 4.2 | 5.3 | 2.4 | .5  | 7.5 |
| 1993-94 | Seattle | 73  | 8   | 25.8 | .447 | .391 | .564  | 3.9 | 5.3 | 3.0 | .3  | 6.0 |
| 1994-95 | Seattle | 80  | 18  | 25.9 | .418 | .342 | .586  | 3.8 | 5.3 | 2.1 | .7  | 5.2 |
| 1995-96 | Seattle | 55  | 14  | 22.9 | .420 | .340 | .707  | 3.8 | 3.6 | 1.7 | .3  | 5.0 |
| 1996-97 | Seattle | 37  | 2   | 21.6 | .409 | .333 | .655  | 3.2 | 3.8 | 1.6 | .2  | 4.6 |
| 1997-98 | Seattle | 18  | 1   | 15.5 | .343 | .441 | 1.000 | 2.2 | 3.1 | .8  | .2  | 3.4 |
| Total   | Total   | 796 | 373 | 25.7 | .443 | .343 | .650  | 4.0 | 6.1 | 1.9 | .5  | 5.9 |

### Playoffs
| Año   | Equipo  | PJ | PT | MPP  | %TC  | %3P  | %TL   | RPP | APP | ROB | TPP | PPP |
| ----- | ------- | -- | -- | ---- | ---- | ---- | ----- | --- | --- | --- | --- | --- |
| 1987  | Seattle | 14 | 14 | 25.4 | .435 | —    | .708  | 3.9 | 8.0 | 1.0 | .7  | 5.1 |
| 1988  | Seattle | 5  | 5  | 25.4 | .343 | .000 | .643  | 4.2 | 6.6 | .4  | .6  | 6.6 |
| 1989  | Seattle | 8  | 7  | 25.5 | .475 | .000 | .640  | 3.1 | 7.9 | 1.3 | .6  | 6.8 |
| 1991  | Seattle | 5  | 0  | 19.0 | .261 | .000 | .500  | 3.6 | 4.4 | 1.2 | .2  | 2.8 |
| 1992  | Seattle | 9  | 2  | 27.3 | .422 | .231 | .714  | 3.7 | 7.0 | 1.8 | .3  | 9.6 |
| 1993  | Seattle | 19 | 2  | 21.8 | .340 | .208 | .533  | 3.5 | 5.4 | 2.1 | .6  | 4.8 |
| 1994  | Seattle | 5  | 0  | 21.8 | .320 | .364 | .250  | 3.2 | 2.0 | 1.2 | .2  | 4.2 |
| 1995  | Seattle | 4  | 4  | 28.3 | .348 | .125 | 1.000 | 4.5 | 7.3 | 2.5 | .5  | 4.8 |
| 1996  | Seattle | 19 | 0  | 20.3 | .406 | .475 | .643  | 3.7 | 2.7 | 1.2 | .3  | 4.4 |
| 1997  | Seattle | 3  | 0  | 13.7 | .000 | .000 | —     | 1.7 | 1.0 | .3  | .0  | .0  |
| 1998  | Seattle | 7  | 0  | 14.1 | .333 | .167 | 1.000 | 2.3 | 2.1 | .4  | .3  | 2.3 |
| Total | Total   | 98 | 34 | 22.3 | .381 | .289 | .632  | 3.5 | 5.2 | 1.3 | .4  | 5.0 |

## Estadísticas como entrenador
| Equipo   | Año     | P     | V   | D   | V–D% | Finalizado      | PP | VP | DP | PV–D% | Resultado                            |
| -------- | ------- | ----- | --- | --- | ---- | --------------- | -- | -- | -- | ----- | ------------------------------------ |
| Seattle  | 2000-01 | 67    | 38  | 29  | .567 | 5.º en Pacífico | —  | —  | —  | —     | No playoffs                          |
| Seattle  | 2001-02 | 82    | 45  | 37  | .549 | 4.º en Pacífico | 5  | 2  | 3  | .400  | Pierde en Primera ronda              |
| Seattle  | 2002-03 | 82    | 40  | 42  | .488 | 5.º en Pacífico | —  | —  | —  | —     | No playoffs                          |
| Seattle  | 2003-04 | 82    | 37  | 45  | .451 | 5.º en Pacífico | —  | —  | —  | —     | No playoffs                          |
| Seattle  | 2004-05 | 82    | 52  | 30  | .634 | 1.º en Noroeste | 11 | 6  | 5  | .545  | Pierde en Semifinales de Conferencia |
| Portland | 2005-06 | 82    | 21  | 61  | .256 | 5.º en Noroeste | —  | —  | —  | —     | No playoffs                          |
| Portland | 2006-07 | 82    | 32  | 50  | .390 | 3.º en Noroeste | —  | —  | —  | —     | No playoffs                          |
| Portland | 2007-08 | 82    | 41  | 41  | .500 | 3.º en Noroeste | —  | —  | —  | —     | No playoffs                          |
| Portland | 2008-09 | 82    | 54  | 28  | .659 | 1.º en Noroeste | 6  | 2  | 4  | .333  | Pierde en Primera ronda              |
| Portland | 2009-10 | 82    | 50  | 32  | .610 | 3.º en Noroeste | 6  | 2  | 4  | .333  | Pierde en Primera ronda              |
| Portland | 2010-11 | 82    | 48  | 34  | .585 | 3.º en Noroeste | 6  | 2  | 4  | .333  | Pierde en Primera ronda              |
| Portland | 2011-12 | 43    | 20  | 23  | .465 | (despedido)     | —  | —  | —  | —     | —                                    |
| Indiana  | 2016-17 | 82    | 42  | 40  | .512 | 4.º en Central  | 4  | 0  | 4  | .000  | Pierde en Primera ronda              |
| Indiana  | 2017-18 | 82    | 48  | 34  | .585 | 2.º en Central  | 7  | 3  | 4  | .429  | Pierde en Primera ronda              |
| Indiana  | 2018-19 | 82    | 48  | 34  | .585 | 2.º en Central  | 4  | 0  | 4  | .000  | Pierde en Primera ronda              |
| Indiana  | 2019-20 | 73    | 45  | 28  | .616 | 2.º en Central  | 4  | 0  | 4  | .000  | Pierde en Primera ronda              |
| Atlanta  | 2020-21 | 38    | 27  | 11  | .711 | 1.º en Sureste  | 18 | 10 | 8  | .556  | Pierde en Finales de Conferencia     |
| Atlanta  | 2021-22 | 82    | 43  | 39  | .524 | 2.º en Sureste  | 5  | 1  | 4  | .200  | Pierde en Primera ronda              |
| Atlanta  | 2022-23 | 59    | 29  | 30  | .492 | (despedido)     | —  | —  | —  | —     | —                                    |
| Career   | Career  | 1,428 | 760 | 668 | .534 |                 | 76 | 28 | 48 | .368  |                                      |